# Assim Assim
Assim Assim (portugiesisch für: So und so) ist ein Episodenfilm des portugiesischen Fernseh- und Filmregisseurs Sérgio Graciano aus dem Jahr 2012.

## Handlung
Die Wege von fünf Personen kreuzen sich in und vor einem winterlichen Café in Lissabon. Das ist der Ausgangspunkt des Films, der nun Paare und Personen im Umfeld dieser Personen begleitet, deren Wege sich kreuzen und deren Entscheidungen die Wege der anderen beeinflussen. Glückliche und unglückliche Beziehungen zwischen Glückseligkeit und Streit. Fremdgehende Freunde, die sich mit der besten Freundin oder dem besten Freund darüber unterhalten. Kollegen, die eine Affäre haben. Ein Paar, das seine Bindung überdenkt. Ein widerwilliges zufälliges Wiedertreffen einer jungen Frau mit ihrem trotteligen, einsamen Mitschüler aus Schulzeiten. Eine Kleinfamilie aus besseren Kreisen und ihre nur mühsam aufrechterhaltene Familienharmonie. Hetero- und homosexuelle Partnerschaften und ihre mal einfachen und mal komplizierten Annäherungen.
Sie alle teilen Gespräche, die zwischen der Suche nach Rat und versteckter Prahlerei, zwischen Verzweiflung und Euphorie pendeln, mal aufrichtig mitfühlend und mal nur Interesse vortäuschend. Paare, die glücklich sein wollen, ihrem Glück aber stets selbst im Wege stehen. Personen, die einen geradlinigen Lebensweg verfolgen, und andere, die von einem Problem zum nächsten straucheln. Einige zeigen ihrem Gegenüber, dass sie zufrieden sind und ihr Leben unter Kontrolle haben, andere suchen verzweifelt um Rat oder Nähe.
Unerwartete Wiedertreffen in so unterschiedlichen Situationen und Orten wie abendlichen Cafés, mal im Sommer und mal im Winter, Ausstellungen, auf die nächste Fähre am Tejo wartend oder Begegnungen im nächtlichen Krankenhaus bilden dabei die Rahmen der meist zufälligen Aufeinandertreffen.
Immer wieder stehen sich die Beteiligten dabei in wechselnden Konstellationen als Freunde oder Konkurrenten, und als Vertraute oder Unbekannte gegenüber. Mal freuen sie sich über ihr Wiedersehen, mal ist die Situation eher unangenehm und entwickelt sich dann zur erneuten Annäherung oder aber die Beteiligten sind nur froh, möglichst schnell wieder aus der Situation heraus zu kommen.

## Produktion und Rezeption
Der Film wurde von der portugiesischen Filmproduktionsgesellschaft Filarmónica Filmes produziert und in Lissabon gedreht.
Das Werk feierte am 19. April 2012 seinen Kinostart in Portugal und lockte danach 11.726 Zuschauer in die Kinos. Er war für eine Reihe Filmpreise nominiert, darunter die Prémios Sophia (Bestes Drehbuch) und die CinEuphoria Awards, diese in einer Vielzahl Kategorien. Beim Caminhos-do-Cinema-Português-Filmfestival wurde er in zwei Kategorien ausgezeichnet.
Am 20. März 2021 lief der Film erstmals im Fernsehen, bei RTP1, dem ersten Kanal des öffentlich-rechtlichen Fernsehsenders Rádio e Televisão de Portugal (RTP).
Assim Assim erschien 2012 als DVD bei ZON Lusomundo (heute NOS).